# ووهیلنگو (فنریوه است)
ووهیلنگو (به لاتین: Vohilengo) یک منطقهٔ مسکونی در ماداگاسکار است که در آنالانجیروفو واقع شده‌است. ووهیلنگو ۱۸٬۰۰۰ نفر جمعیت دارد و ۱۲ متر بالاتر از سطح دریا واقع شده‌است.